# دافيد امسلم
دافيد امسلم (بالعبرية: דוד אמסלם //بالفرنسية: David Amsalem) من مواليد 07 شتنبر 1971 في اللد , بإسرائيل. هو لاعب منتخب إسرائيل متقاعد. من سنة 1991 إلى سنة 1999.
جذور دافيد ترجع لليهود الجزائريين

## مسيرته الكروية
لعب دافيد امسلم خلال مسيرته الاحترافية مع 5 أندية في ثمانية عشر موسمًا وسجل خلالها 19 هدفًا ضمن 398 مباراة. حيث فاز في موسمين بالكأس وفي أربعة مواسم بالدوري.
خاض دافيد امسلم مسيرته مع نادي بني يهودا تل أبيب في موسم 1990–91 واستمر معه طيلة ثلاثة مواسم، مشاركًا في 59 مباراة سجل خلالها هدفين. ثم انتقل إلى نادي هابوعيل تل أبيب في موسم 1994–95 لمدة موسم واحد، حيث شارك في 27 مباراة سجل خلالها 4 أهداف. لينتقل بعدها إلى نادي بيتار القدس في موسم 1995–96 في المرة الأولى واستمر معه طيلة ثلاثة مواسم ثم في موسم 2000–01 ليلعب معه تسعة مواسم، مشاركًا طوالها في 267 مباراة سجل خلالها 11 هدفًا. ثم انتقل إلى نادي كريستال بالاس في موسم 1998–99 لمدة موسم واحد، مشاركًا في 10 مباريات ولم يسجل أي هدف. هذا وانتقل لاحقًا إلى نادي هبوعيل حيفا في موسم 1999–00 لمدة موسم واحد، مشاركًا في 35 مباراة سجل خلالها هدفين.

## روابط خارجية
- دافيد امسلم على موقع قاعدة بيانات كرة القدم.إي يو (الإنجليزية)
- دافيد امسلم على موقع ناشيونال فوتبول تيمز (الإنجليزية)
- دافيد امسلم على موقع Soccerbase.com (لاعب) (الإنجليزية)